# Rui Mingas
Ruy Alberto Vieira Dias Rodrigues Mingas (Angola, 12 de maig de 1939 - 4 de gener de 2024) fou un cantant d'Angola. Fou Ministre d'Esports en 2014 i Ambaixador d'Angola a Portugal en 2009.

## Biografia
De jove practicava l'atletisme, i va competir en salt d'altura i 110 metres tanques amb el club Benfica. Pertanyia a una família de músics reconeguts, com el seu oncle Liceu Vieira Dias i els seus germans André Mingas i Amélia Mingas. També va participar en el programa Zip-Zip, en el qual va donar a conèixer la seva cançó Ixi Ami (Minha Terra). És un dels autors de la cançó "Meninos do Huambo", popularitzada a Portugal per Paulo de Carvalho.
Es va casar amb Julieta Cristina da Silva Branco Lima (Lubango, 1940). Va ser pare de la cantant Katila Mingas, i de la model Nayma. Va compondre la lletra de l'himne nacional Angola Avante.

## Discografia
- 10.058/E - Monangambé/Quem Tá Gemendo/Adeus À Hora da Partida/Muimbu Ua Sabalu (EP, Zip-Zip, 1974)
- 30.002/S - Muadiakimi / Birin Birin (Single, Zip-Zip, 1975)
- 30.004/S - Cantiga Por Luciana/Minha Infância (Single, Zip-Zip, 1975)
- 30.036/S - Poema da Farra/Makesu (Single, Zip-Zip)
- Angola Canções Por Rui Mingas (LP, Zip-Zip, 1970)
- Monangambé e outras canções angolanas (LP, Zip-Zip)
- Temas Angolanos (Lp, Orlador, 1976)
- Monangambé (CD, Strauss, 1995)
- Monangambé (CD, CNM, 2000)

## Premis
- 2014 | SPA "Prémio Autor Internacional"